# عارف عبدالله‌یف
عارف عبدالله‌یِف ‌(به ترکی آذربایجانی: Arif Abdullayev؛ زادهٔ ۲۸ اوت ۱۹۶۸) کشتی‌گیر پیشین و مربی کشتی اهل جمهوری آذربایجان است. او در دستهٔ ۶۶ کیلوگرم کشتی آزاد قهرمان مسابقات قهرمانی کشتی جهان در سال ۲۰۰۳ و دارندهٔ سه مدال برنز قهرمانی کشتی اروپا است. عبدالله‌یف پس از بازنشستگی به مربیگری روی‌آورد و از مربیان تیم ملی کشتی آزاد جمهوری آذربایجان است.
عبدالله‌یف ملی‌پوش دستهٔ ۵۸ کیلوگرم جمهوری آذربایجان در بازی‌های المپیک ۱۹۹۶ آتلانتا و ۲۰۰۰ سیدنی بود که در این دو دوره به ترتیب با شکست در برابر محمد طلایی از ایران و یوهن بوسلوویچ از اوکراین به مقام‌های دهم و نهم رسید. او برادر نامیگ عبدالله‌یف دیگر کشتی‌گیر جمهوری آذربایجان و برندهٔ مدال طلای المپیک ۲۰۰۰ سیدنی است.